# Josef Vik

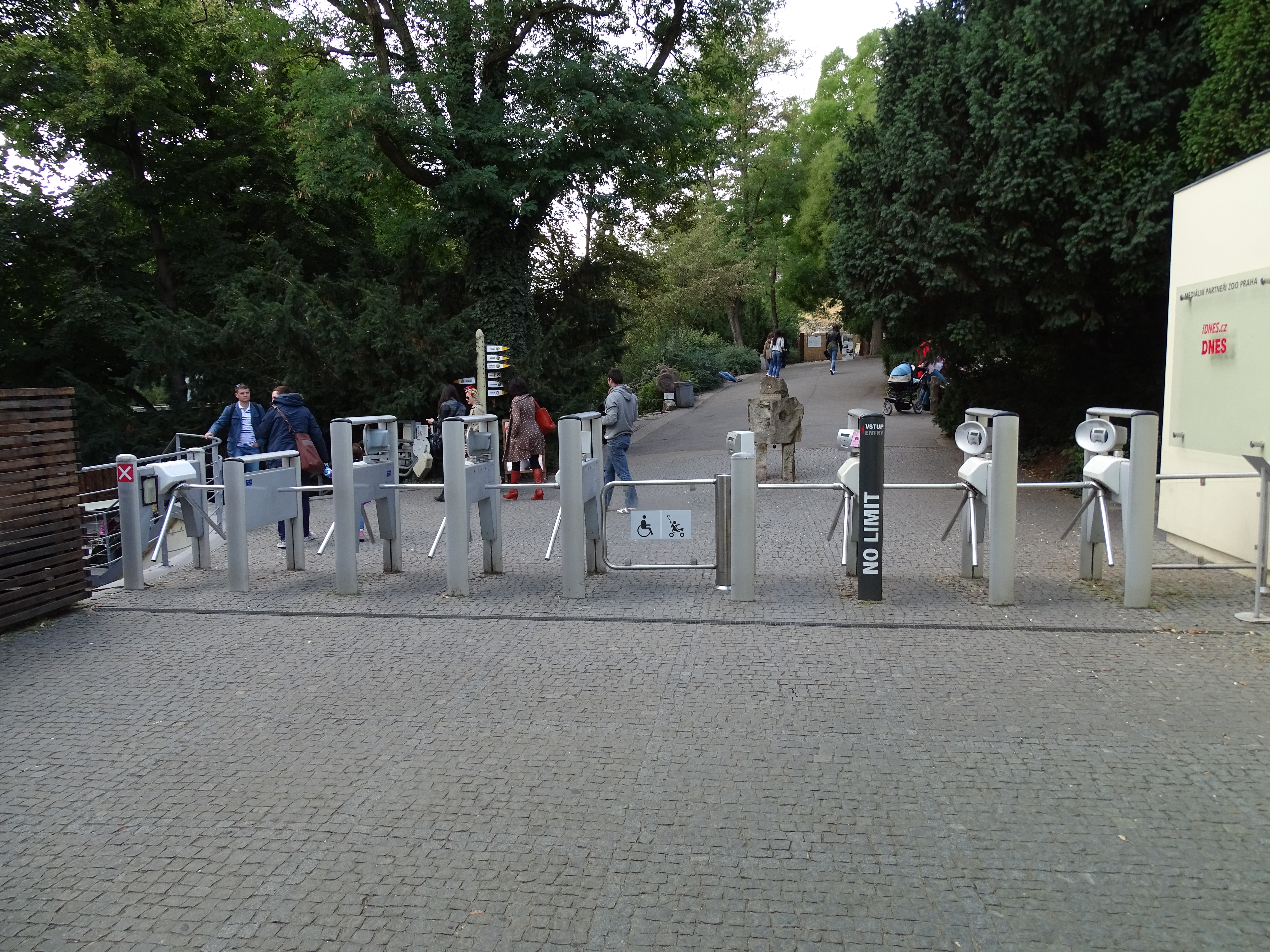
U trojského zámku, hlavní vchod do Pražské zoo, kde roste mohutný exemplář stromu – druh trnovník pražský (Robinia x pragense)

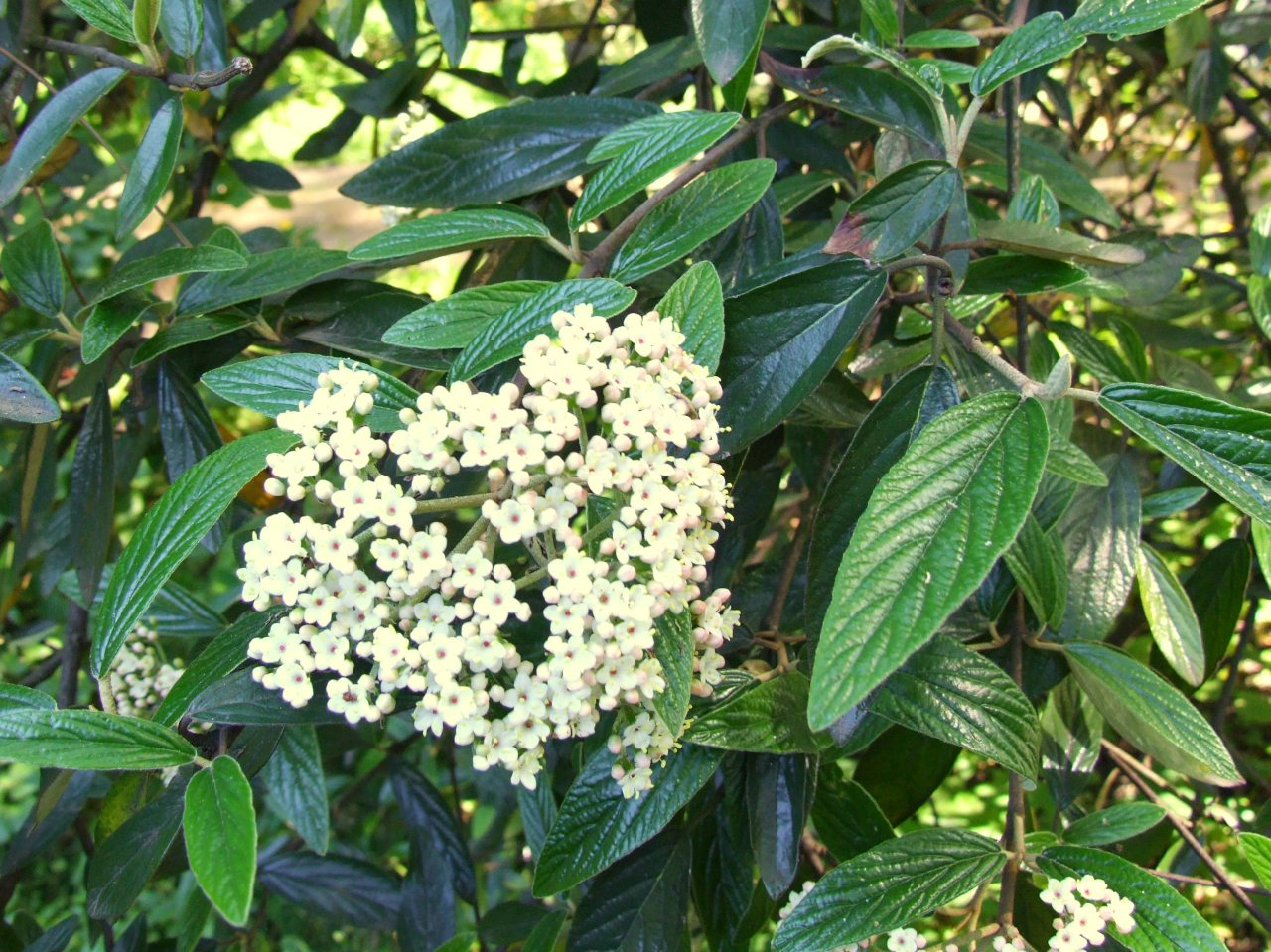
Kvetoucí stálezelený okrasný keř – druh kalina pražská (Viburnum x pragense)

Josef Vik (22. října 1891 Hořice – 1967) byl český zahradník, sadař, školkař a šlechtitel.

## Život
Josef Vik se narodil 22. října 1891 v Hořicích v Podkrkonoší. Měl ještě o osm let staršího bratra Karla Vika (1883–1964), který se později stal významným českým grafikem, malířem a ilustrátorem. (Karel byl v roce 1953 oceněn čestným titulem Zasloužilý umělec a v roce 1958 byl vyznamenán Řádem práce.) Josef měl umělecké vlohy pro muziku (hrál na několik hudebních nástrojů), výtvarné umění a pro botaniku.
Poté, co se Josef Vik vyučil sadařem a zahradníkem v nedalekých Holovousích odešel za prací do zámeckého zahradnictví ke Schwarzenbergům do Hluboké nad Vltavou. V roce 1910 přešel do Prahy na Vinohrady, kde pracoval u ředitele městských sadů, vrchního městského zahradníka a zahradního architekta Leopolda Baťka. Po jednoročním působení pak odjel (na popud Leopolda Baťka) z Prahy nasbírat zkušenosti v cizině.
Josef Vik nejprve pracoval (od roku 1911) v zahradnictví J. Knofla v Drážďanech, později pak přešel do okrasných školek v Zirlau v Pruském Slezsku (dnes Ciernie v Polsku) k firmě C. Berndt. Po skončení povinné prezenční vojenské služby působil Jan Vik jeden rok opět na Hluboké a pak až do roku 1916 pracoval v Rajské zahradě v Praze na Žižkově.
Během vojenské služby za první světové války opět zahradničil – pěstoval zeleninu pro celou divizi v klášteře v Počajově v Haliči. Z této lokality jej vyhnal útok ruského generála Alexeje Brusilova. V nastalém chaosu Josef Vik hledal 14 dní svůj vojenský regiment. V pokračujících bojích utrpěl zranění a následně se léčil (a zahradničil) v nemocnicích v Teplicích v Čechách, pak v Tyrolích, Plzni, v nemocnici v Plasech a vojenskou službu nakonec skončil jako zahradník v Jičíně, odkud se v roce 1920 vrátil zpět na Žižkov do Rajské zahrady.
V roce 1924 byl Josef Vik pověřen přednostou sadového odboru pražského magistrátu Ing. arch. Vladimírem Zákrejsem, aby zbudoval novou okrasnou školku a zásobní zahradu v místě, kde se nacházely nevyužité pozemky u Ďáblického hřbitova. V Ďáblicích Vik zřídil alej rezervních stromů. Ta sloužila jako zásobárna vzrostlých dřevin, které bylo následně možno vysazovat do městských stromořadí.
Od roku 1924 se začala odvíjet historie ďáblického zahradnictví. V zahradnictví působil Josef Vik prakticky až do roku 1965. V zahradnictví dokonce i bydlel, v roce 1936 se do domku v areálu přestěhoval s celou svojí rodinou. Svojí více než čtyřicetiletou prací ovlivnil Josef Vik nejen podobu zahradnictví v Ďáblicích, ale jeho vliv se projevil i téměř ve všech částech hlavního města. V Praze založil několik skalek (alpin), vyšehradskou skálu nechal osázet trvalkami, neprosperující lípy na Václavském náměstí (vysázené tam Františkem Josefem Thomayerem) nechal postupně vyměnit za jiný, odolnější druh.
Zajímal a věnoval se především budování a péči o stromořadí, zálibu nacházel v čarověnících a v oblibě měl i sadové (parkové, keřové) růže.

## Šlechtitelství

### Trnovník pražský
V roce 1964 byl do Listiny povolených odrůd zapsán kultivar akátu: trnovník pražský (Robinia x pragense), který Josef Vik vyšlechtil (jako křížence mezi Robinia decaisneana x Robinia holdtii britzensii) ve 20. letech 20. století (jeho velký exemplář roste u hlavního vchodu do Zoo Praha). Záměrem Josefa Vika bylo získat šlechtěním nenáročný trnovník vhodný do pražských stromořadí, který by bohatě kvetl růžovými květy.
Trnovník pražský je strom vzpřímeného nižšího vzrůstu s menší lámavostí větví, vysoce odolný městským podmínkám. V době květu mají jeho hroznovitá květenství bílou barvu s růžovým nádechem (někde se uvádí světle růžová barva květů). Zhruba od poloviny 20. století byl tento druh postupně vysazován do pražských stromořadí (např. v ulici Argentinská nebo Soběslavská). Od roku 2022 je opět častěji vysazován a to nejen v rámci obnovy starších jedinců v městských stromořadích.

### Akát lepkavý 'Vik'
Kromě trnovníku pražského byl v zásobní zahradě v Ďáblicích vyšlechtěn i další kříženec trnovníku: Akát lepkavý 'Vik' (Robinia viscosa Vik).
Jedná se o menší až středně velký strom dorůstající do výšek 5 až 13 metrů (dle prostředí může výška dosahovat od 6 do 15 m) se vzdušnou rozkladitou, eliptickou až kulovitou korunou (šířka 6 až 10 m). Kultivar disponuje mírně převislými větvemi olistěnými lichospeřenými listy složenými z úzce oválných (eliptických) tmavězelených lístečků; huňatými, chlupatými a žlaznatě lepkavými mladými větvemi (později se překrývají červenohnědou vrstvou pryskyřice a jsou tence trnité) a sytě (tmavě) růžovými hustými květy seskupenými do krátkých květenství (s délkami od 5 do 10 centimetrů). Rostlina začíná kvést od května nejpozději od přelomu června/července (obnyvkle kvete až do září); má ráda slunné nebo poloslunné místo se sušší dobře propustnou půdou (nemá ráda přemokřený terén). Je vhodná jako soliterní kultivar (i do zpevněných povrchů) do městského prostředí (zahrady, parky), snáší posypové soli a dobře odolává mrazům.

### Kalina pražská
Josef Vik vyšlechtil v roce 1955 v Ďáblicích i známější kalinu pražskou (Viburnum x 'pragense'). Ta vznikla křížením dvou čínských druhů: kaliny vrásčitolisté (Viburnum rhytidophyllum) x kaliny užitečné (Viburnum utile). Výsledná rostlina (kultivar) povstala z jediného výchozího semenáče. Ten se od zbylých pěti semenáčů (velmi podobných kalině vrásčitolisté – Viburnum rhytidophyllum) odlišoval vzhledem a především rychlejším tempem růstu.
Do listiny povolených odrůd byla kalina pražská zapsána v roce 1959. Dekorativní stálezelená okrasná dřevina (keř) jménem kalina pražská dorůstající do výšky 1 až 2,5 metru (s bělavými až narůžovělými květy) se dokonce v roce 2000 stala evropskou rostlinou roku a postupně se rozšířila z Ďáblic až do celého světa.

## Spoluautor publikace
- Čabart, Jan; Kessl, Josef; Vik, Josef; Fanta, Bohuslav; Vaněk, Jiří. Myslivec pěstuje keře: katalog dřevin, které mají význam pro československou myslivost, s návodem k jejich pěstování a množení. Praha: Státní zemědělské nakladatelství, 1954; 39 stran.

## Fotogalerie

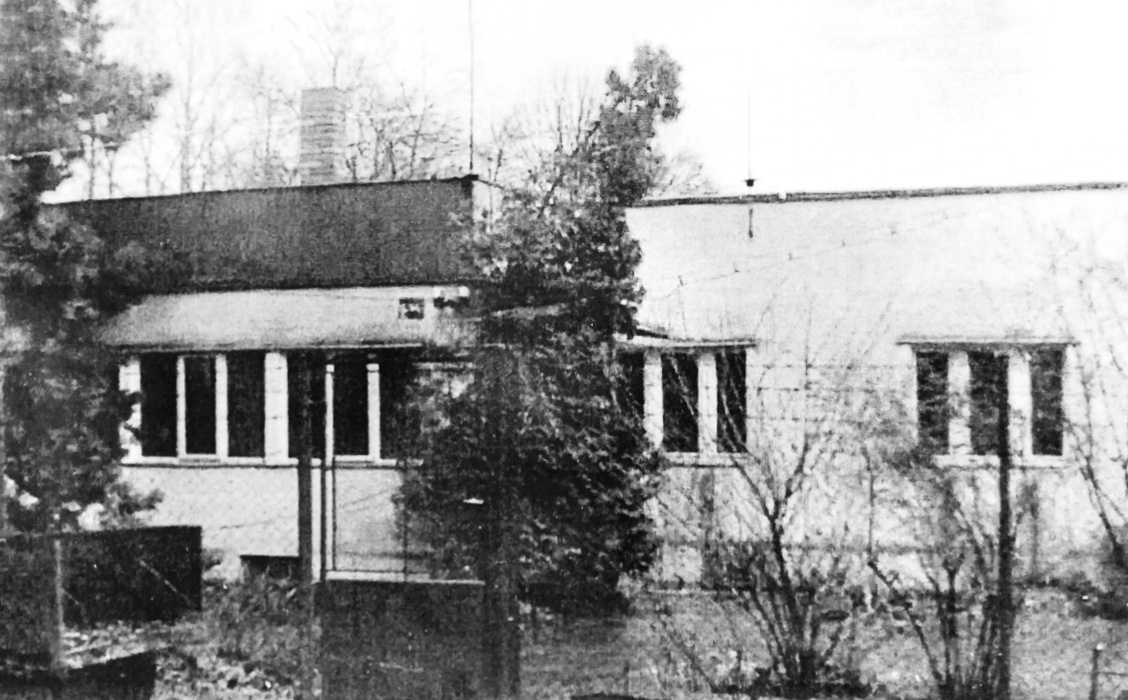
Služební byt Josefa Vika v provizorním domku v areálu zahradnictví
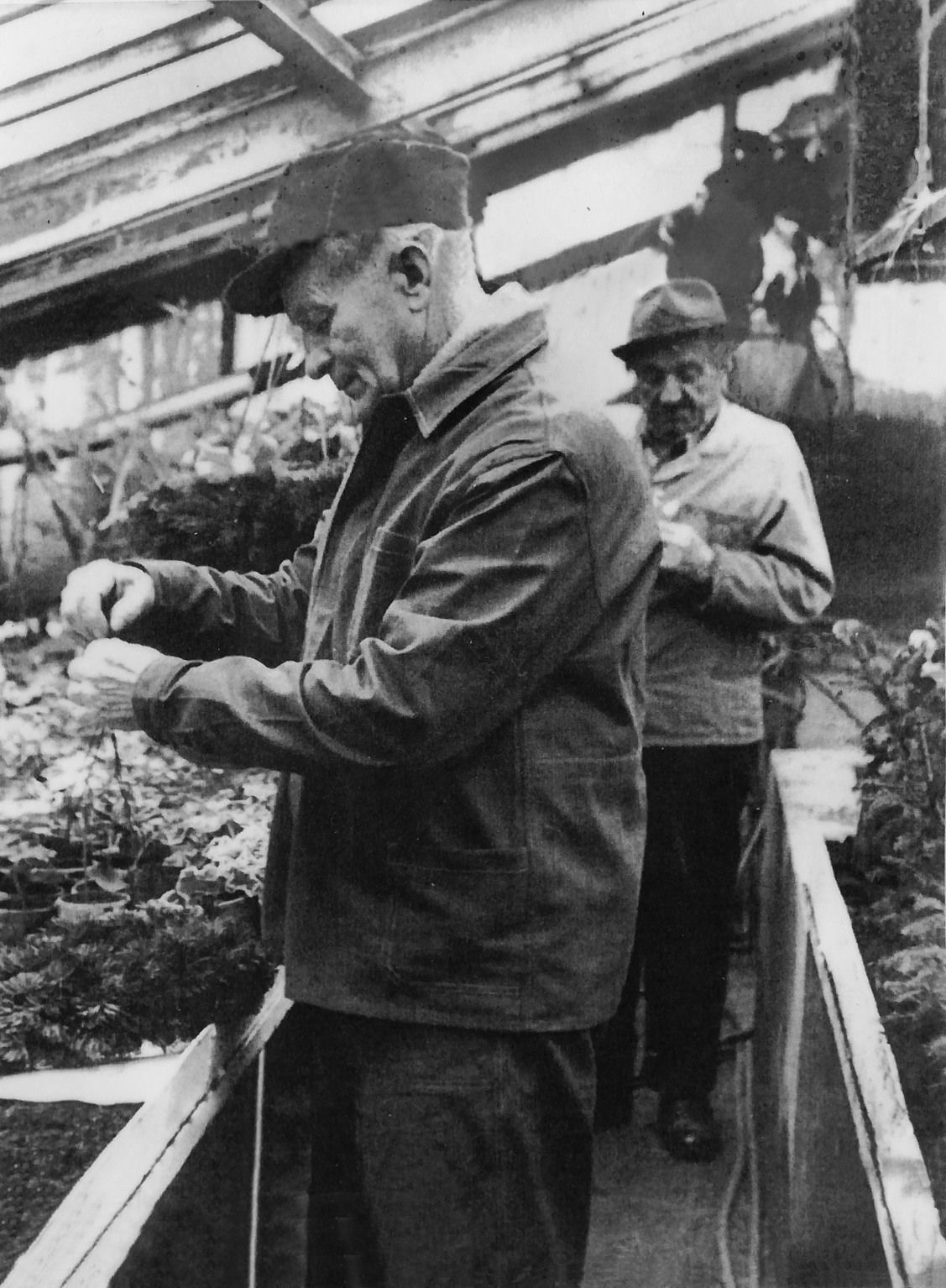
Josef Vik při práci ve skleníku zahradnictví
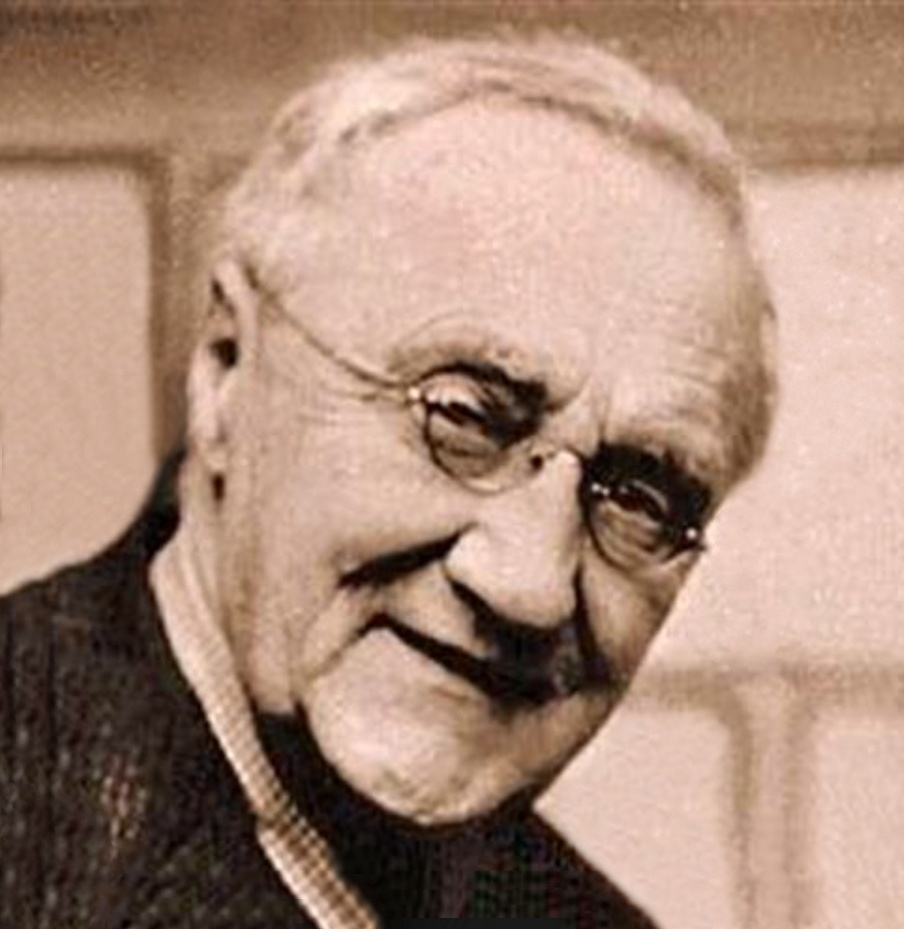
Josefův starší bratr Karel Vik